# Alassa
Alassa (griechisch Άλασσα) ist ein Ort und eine archäologische Ausgrabungsstätte im Südwesten der Mittelmeerinsel Zypern, nördlich der Orte Limassol und Kourion an der Südseite des Troodos-Gebirges auf einer Hochebene gelegen.

## Beschreibung

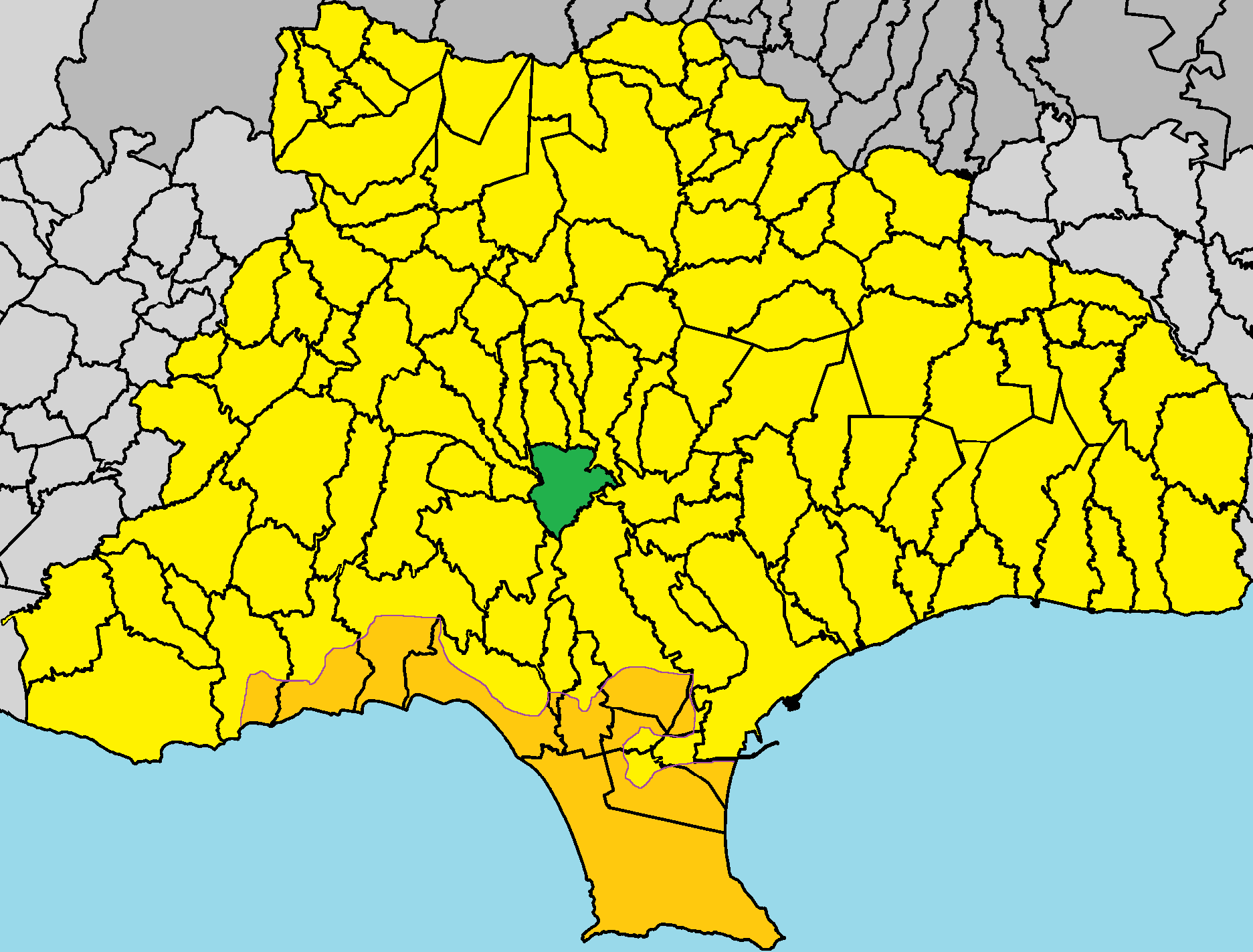
Lage der Gemeinde Alassa im Bezirk Limassol

Der heutige Gemeinde hat 288 Einwohner. Mit dem Bau des Kouris-Staudammes wurden sie nach Norden auf einen Hügel umgesiedelt und das neue Alassa zu einem parkähnlichen Tourismuszentrum ausgebaut. Durch den Staudamm ist ein größeres Gewässer entstanden. Das letzte heute noch sichtbare Zeichen für den untergegangenen Ort ist die Ruine der Kirche am Rand des Stausees. Bei niedrigem Wasserstand ist die Ruine vollständig begehbar, bei hohem Wasserstand ragt nur der Kirchturm aus dem Wasser.

## Historischer Ort und Ausgrabungen
Die Ausgrabungen zyprischer Archäologen legten Anfang der 1980er-Jahre die Ruinen einer bronzezeitlichen Stadt bei Alassa frei. Es handelte sich um zwei voneinander getrennte Areale, die Paliotaverna und Pano Mantilaris genannt wurden. In Pano Mantilaris, dem unteren Areal, wurden unter anderem große Vorratsgefäße (Pithoi) entdeckt, die auf Lagerung schließen lassen, sowie Hinweise auf Metallverarbeitung. Ferner kamen Prestigewaren ans Licht und einige Gräber. In Paliotaverna, dem oberen Siedlungsbezirk, etwa 250 Meter nordwestlich, wurden unter anderem die Überreste einer palast- oder herrenhausähnlichen Anlage entdeckt, die eine größere Bedeutung der Stadt als lokales Handelszentrum nahelegen.
Es ist umstritten, ob Alassa die Hauptstadt des spätbronzezeitlichen zyprischen Reiches von Alašija gewesen ist. Nachdem der Archäologe Claude Schaeffer die Hauptstadt des antiken Alašijas bei seiner Ausgrabungsstätte in Enkomi vermutete, etablierte sich diese Meinung über lange Zeit in Forschung und Fachliteratur. Modernere Ausgrabungen bestätigten hingegen, dass auch andere historische Ansiedlungen der Gegend, unter anderem Alassa, ähnlichen städtischen Charakter zeigten wie Enkomi und damit ebenfalls in Frage kommen. Zudem besteht eine Namensverwandtschaft zwischen Alassa und Alasia (Alašija). Materialuntersuchungen an Tontafeln, den sogenannten Amarna-Briefen, die unter anderem in Ugarit und Amarna aufgefunden wurden, belegen eine Verbindung zwischen Alašija und dem Südosten des Troodos-Gebirges. Neben Alassa ließe dies nur noch Kalavasos (bzw. das Ausgrabungsgebiet Kalavasos-Ayios Dhimitrios) als Lokalisierung des Reiches zu.